# Chaiber-Pass

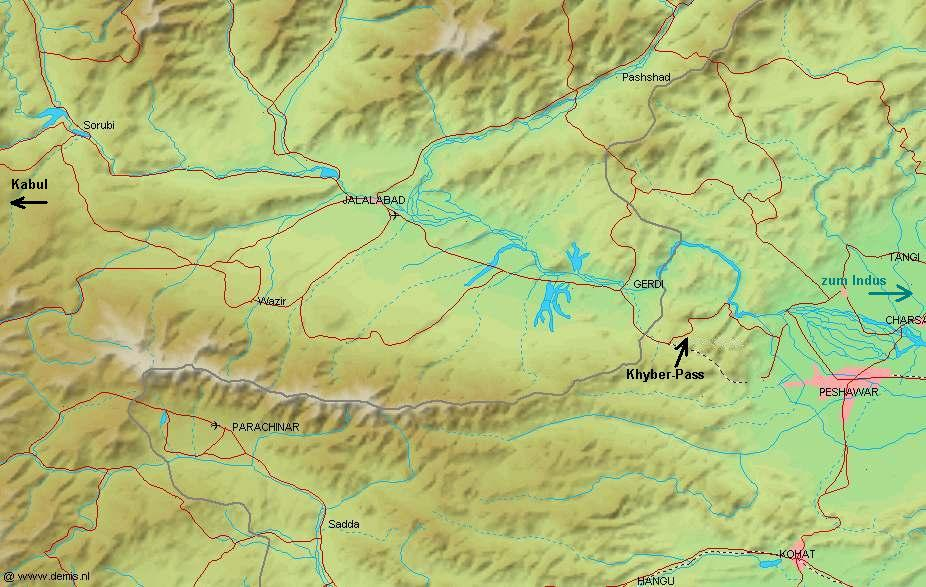
Topografische Karte des Chaiber-Passes

Der 1070 m hoch gelegene Chaiber-Pass (auch: Khaiberpass, englisch Khyber Pass) im Nordwesten Pakistans ist ein Bergpass im Verlauf der wichtigsten Wegverbindung nach Afghanistan und eine geographisch, historisch und wirtschaftlich wichtige Verbindung zwischen Zentralasien und dem indischen Subkontinent. Der Pass liegt auf dem Gebirgszug Spin Ghar (Safēd Kōh).

## Geographie
Der Chaiber-Pass liegt im Grenzgebiet der heutigen Staaten Afghanistan und Pakistan und verbindet die afghanische Hauptstadt Kabul mit der pakistanischen Grenzstadt Peschawar. Der Pass umgeht die Schluchten des Kabulflusses (Darja-je-Kabul), der das Hochland um Kabul zum Indus hin entwässert.
Seit vielen Jahrhunderten kontrollieren paschtunische Stämme den Chaiberpass.
Die AH1 ist die längste Verbindung im Asiatischen Fernstraßen-Projekt. Sie führt über den Pass.

## Geschichte

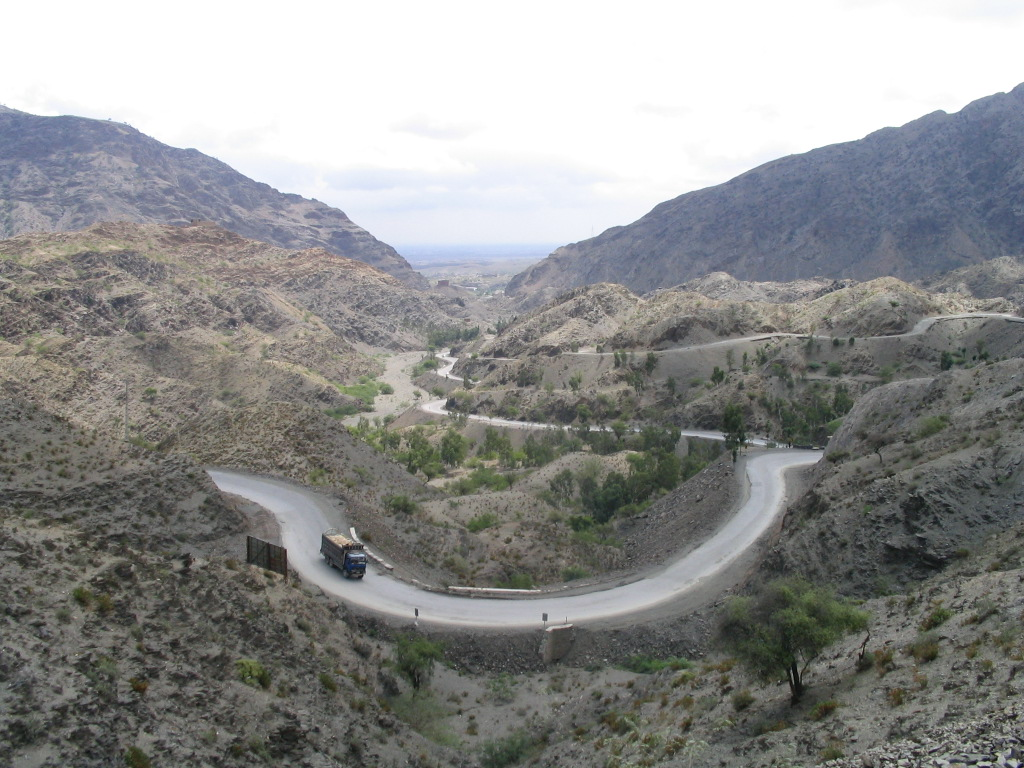
Blick Richtung Pakistan

Der Pass war schon im Altertum die wichtigste Verbindung in die indische Tiefebene. Alexander der Große hat ihn bei seinem Alexanderfeldzug benutzt. Die Mogulen kamen über den Pass nach Indien. Auch Marco Polo ist vermutlich über diesen Pass nach Peschawar gekommen. Der südliche Arm der Seidenstraße von Buchara nach Indien nutzt diese Strecke.
Seit dem 16. Jahrhundert verlor der Übergang durch die zunehmende Bedeutung der Seefahrt seine beherrschende Stellung. Im 19. Jahrhundert geriet der Pass unter britische Kontrolle. Im Ersten Anglo-Afghanischen Krieg wurde hier im Januar 1842 das von Kabul nach Indien abziehende britische Heer vollständig vernichtet. Im Zweiten Anglo-Afghanischen Krieg wurde der Pass im November 1878 von den Briten besetzt. Ende des 19. Jahrhunderts war der östliche Teil zwischen Ali Masdschid und Dschalalabad dann in den Händen der Afridi.
Von 1920 bis 1925 wurde der Chaiber-Pass durch die Chaiber-Pass-Bahnlinie von Peschawar aus erschlossen. Diese wurde von den britischen Kolonialbehörden gebaut, um schnell Truppen in das Grenzgebiet zu Afghanistan verlegen zu können. Die Strecke führt durch 34 Tunnel und weist zwei Spitzkehren auf.
Seit der Unabhängigkeit Pakistans 1947 wird er von Islamabad aus verwaltet, obwohl geographisch gesehen der größte Teil des Passes in Afghanistan liegt.
Ab 1980 war der Pass durch den Sowjetisch-afghanischen Krieg praktisch unbenutzbar, auch der Eisenbahnverkehr wurde eingestellt. Während der 1990er Jahre wurde versucht, das Gebiet touristisch zu nutzen, vor allem von Pakistan aus. Dafür wurde auch die Bahnstrecke zeitweise wieder in Betrieb genommen.
Nach dem Sturz der Taliban in Afghanistan 2001 stieg die Bedeutung des Passes enorm an: Große Teile des Nachschubs für die International Security Assistance Force (ISAF) mussten vom Hafen in Karatschi über diese Strecke nach Afghanistan gebracht werden. Der Chaiber-Pass liegt in pakistanischen Stammesgebieten, die kaum unter der Kontrolle der Regierung in Islamabad standen. Immer wieder kam es dabei zu Angriffen, die den Nachschub gefährdeten.

## Sonstiges
Der Pass ist Schauplatz des 1935 produzierten Abenteuerfilms Bengali sowie des 16. Films der britischen Carry-On-Filmreihe Alles unter Kontrolle – keiner blickt durch von 1968.